# Прапор Бурштина
Прапор Бурштина — прапор міста Бурштин Івано-Франківської області, один з його офіційних символів. Затверджений 22 вересня 2013 р. рішенням №01/34-13 сесії міської ради.
Автор проекту прапора — Андрій Гречило.

## Опис
Квадратне полотнище складається з двох горизонтальних смуг — білої та синьої (1:2), на білому полі — синій розширений хрест, обабіч якого по жовтому круглому бурштину в червоній оправі, на синьому — жовтий сокіл зі складеними крилами, повернутий до древка.

## Зміст
Сокіл відображає давні міські традиції Бурштина, оскільки на печатках містечка з XIX ст. є зображення подібного птаха. Два стилізовані бурштини (янтарі) — асоціативний символ назви поселення, втілення руху, тепла й енергії. Хрест означає високу духовність мешканців міста. Синій колір уособлює водойми Бурштинської ТЕС.

## Історія

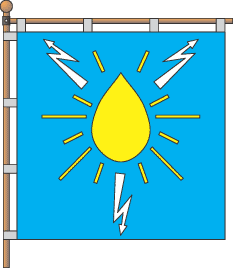
Прапор міста в 2003-2013 роки

На печатках містечка з XIX ст. було зображення сокола. 
12 березня 2004 р. рішенням №05/11-04 сесії міської ради затверджено такий прапор міста: квадратне синє полотнище, у центрі жовта крапля бурштину, від якої по колу відходять три білі блискавки і дванадцять жовтих променів. Автор — З.Федунків.